# Magyar Filozófiai Szemle
A Magyar Filozófiai Szemle (angolul Hungarian Philosophical Review) a Magyar Tudományos Akadémia (MTA) Filozófiai Bizottságának (korábban Intézetének) folyóirata. 1957-ben indult Budapesten. 1957–2000 között kéthavonta, 2001-től negyedévente jelenik meg.

## Szerkesztői
Induláskor Fogarasi Béla volt a lap alapító főszerkesztője, szerkesztője Heller Ágnes, a szerkesztőbizottsági tagok közt volt ekkor Lukács György, Mátrai László, Molnár Erik, Szigeti József. Az 1970-es években a lap felelős szerkesztője Kéri Emil, a Szerkesztő Bizottság elnöke Hermann István, szerkesztők Balogh István és Görgényi Ferenc. A rendszerváltás után a folyóirat felelős szerkesztői voltak: Lendvai L. Ferenc, majd Steiger Kornél; szerkesztői: Áron László, Tengelyi László, Fehér M. István, Kendeffy Gábor, Mezei Balázs. A szerkesztőség 2010-ben gyökeresen megújult: felelős szerkesztője, 2010 és 2015 között, Schmal Dániel, Pázmány Péter Katolikus Egyetem, szerkesztői: Ambrus Gergely, Miskolci Egyetem, Mekis Péter, Eötvös Loránd Tudományegyetem, Mester Béla, MTA Filozófiai Kutatóintézet, Ullmann Tamás, Eötvös Loránd Tudományegyetem, Valastyán Tamás, Debreceni Egyetem. A felelős szerkesztő 2015 óta Ambrus Gergely, Eötvös Loránd Tudományegyetem, a jelenlegi szerkesztők:  Bernáth László, HUN-REN BTK Filozófiai Kutatóintézet, Mester Béla, HUN-REN BTK Filozófiai Kutatóintézet, Szegedi Nóra, MTA  KIK, Ullmann Tamás, Eötvös Loránd Tudományegyetem, Valastyán Tamás, Debreceni Egyetem. A szerkesztőbizottság tagjai:
- Boros Gábor, Károli Gáspár Református Egyetem, a szerkesztőbizottság elnöke
- Almási Miklós, az MTA     rendes tagja, Eötvös Loránd Tudományegyetem
- Altrichter Ferenc, University of North Caroline at Wilmington
- Csejtei Dezső, Szegedi Tudományegyetem
- Forrai Gábor, Eötvös Loránd Tudományegyetem
- Hévizi Ottó, Debreceni Egyetem
- Klima Gyula, Fordham University (New York)
- Máté András, Eötvös Loránd Tudományegyetem
- Rózsa Erzsébet, Debreceni Egyetem
- Szabó Zoltán, Yale University
- Weiss János, Pécsi Tudományegyetem[1]

## A lap irányvonala
A „divatos” filozófiai irányzatoktól függetlenül valamennyi jelentős filozófiai irányzat eszméit figyelemmel kíséri.

## Előzményei
Magyar Philosophiai Szemle (indult 1882-ben), s ennek helyébe később az Athenaeum lépett.

## Külső hivatkozások
- A Magyar Filozófiai Szemle kötetei a REAL_J-ben
- Számok 1998-tól az Elektronikus Periodika Archívumban